# 은수 좋은 날
《은수 좋은 날》은 2025년 9월 20일에 방영될 KBS 2TV 토일 드라마이다.

## 기획의도
아픈 남편을 둔 40대 주부가 길에 떨어진 마약을 우연히 줍고 벌어지는 휴먼 스릴러

## 등장 인물

### 주요 인물
- 이영애 : 강은수 역
- 김영광 : 이경 역
- 박용우 : 장태구 역

### 주변 인물
- 배수빈 : 박도진 역
- 김시아 : 박수아 역
- 도상우 : 강휘림 역
- 오연아 : 백여주 역
- 원현준 : 도규만 역
- 황재열 : 박 형사 역
- 조연희 : 양미연 역
- 서하정 : 이은영 역
- 김동원 : 이혁 역
- 이규성 : 황동현 역
- 권지우 : 최경도 역
- 손보승 : 황준현 역